# Зипсер, Олав
Олав (Олаф) Зипсер (нем. Olav Zipser; род. 12 марта 1966, Зиммерн, Германия) — немецкий спортсмен, парашютист, родоначальник воздушного вида спорта фрифлай. Является многократным чемпионом мира, тренером многочисленных чемпионов мира, лауреатом спортивной премии «Эмми», первопроходцем в современном парашютном спорте.
Зипсер начал продвижение фрифлая в конце 1980-х годов, экспериментируя с нетрадиционными положениями тела человека в свободном падении. Он преданно продвигал фрифлай в разных странах мира, и сегодня[уточнить] соревнования по спортивной дисциплине фрифлай проводятся Международной авиационной федерацией. Зипсера уважительно называют[кто?] «отцом фрифлая».
Олав Зипсер разработал программу по обучению и подготовке к прыжкам фрифлай, программу подготовки сертифицированных фрифлаистов «Atmosphere Dolphin», основал Первую школу современного скайфлаинга и соревнования по фрифлаю «Space Games». Он также ввёл стандарт использования утяжеленного мяча «Space Ball» для тренировки и контроля уровня подготовки фрифлаистов.
На счету Зипсера более 21 000 затяжных прыжков с парашютом. Свой 21-тысячный прыжок он совершил в Дубае, ОАЭ в 2012 году. По состоянию на январь 2014 года сделал свыше 21750 прыжков. Зипсер пролетел через 25 аэродинамических труб, выиграл более 50 золотых медалей на различных международных парашютных соревнованиях. Он также подготовил не менее 14 чемпионов мира из разных стран, его тело пролетело в воздухе расстояние, эквивалентное трём земным экваторам.
Зипсер — синергист, являющийся членом сообщества «Human Synergy», в которое входят художники, ученые, искатели приключений, мечтатели, свободомыслящие люди, актеры и писатели. Зипсер также является пилотом-испытателем и астронавтом, входящим в команду «Synergy Moon», которая является официальным участником международных соревнований «Google Lunar X-Prize».
В 2009 году Олав Зипсер запустил проект «FreeFly Astronaut».

## Рождение фрифлая
Зипсер начал прыжки с парашютом в 1986 году в рамках экспериментальной стадии программы по ускоренному обучению свободному падению «Accelerated Freefall». Он сразу начал экспериментировать с нетрадиционными положениями человеческого тела в свободном падении. На протяжении 4-х месяцев он проходил подготовку и изучал аэродинамику человеческого тела в аэродинамической трубе, и вскоре разработал новую концепцию свободного падения — фрифлай. Он стал тренировать друзей и разработал программу по обучению и подготовке к выполнению прыжков фрифлай для тренеров и инструкторов по этому виду затяжных прыжков.

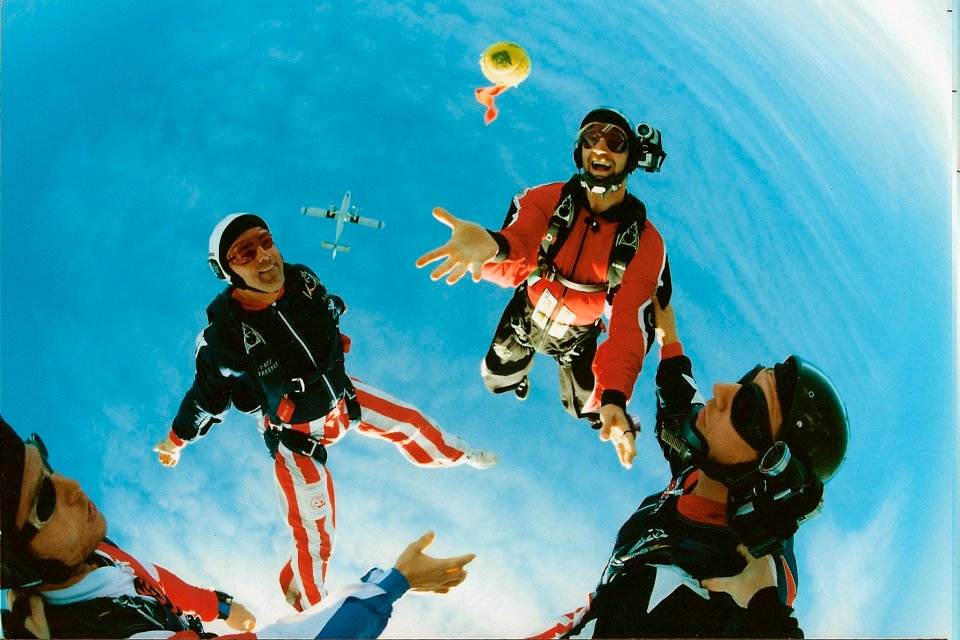
В полете с шариком «Space Ball»

## Первая школа современного скайфлаинга
В 1994 году Зипсер основал Первую школу современного скайфлаинга (англ. The First School of Modern SkyFlying) с целью изучения, документирования и развития возможностей человеческого тела в свободном падении, а также создания условий для обучения, подготовки и введения новшеств в парашютизме. Он также предложил использовать шарики «Space Balls» как приспособление для определения скорости (шарик имеет собственную постоянную скорость падения, равную 250 км/ч) и направления (шарик падает строго вниз) падения тела парашютиста, которые он применял при обучении и контроле уровня подготовки фрифлаистов в качестве мирового стандарта.

## Программа подготовки сертифицированных фрифлаистов «Atmosphere Dolphin»
В 1996 году Олав Зипсер разработал программу подготовки сертифицированных фрифлаистов «Atmosphere Dolphin», которая включает в себя контрольные прыжки на навыки управления телом в неклассических положениях в свободном падении, а также исполнение серии предварительно заданных скоростных маневров фрифлай относительно сначала одного, а затем и двух шариков «Space Balls». По итогам прохождения программы присваиваются категории «Atmosphere Dolphin», начиная с «AD-A» и заканчивая «AD-D». Данная программа позволила изучать и развивать фрифлай, а также предоставила возможность для проведения многочисленных мероприятий и соревнований по высокоскоростному свободному падению.
На март 2007 года в общей сложности 410 фрифлаистов из 32 стран получили различные категории «Atmosphere Dolphin», четверо из них — высшую категорию «AD-D».

## Соревнования по фрифлаю «Space Games»
На начальном этапе становления фрифлая Зипсер хотел собрать вместе лучших фрифлаистов того времени, чтобы изучить, усовершенствовать и документировать эволюцию свободного падения человеческого тела и фрифлай.
Зипсер организовал первые гонки в свободном падении, «воздушные» игры и соревнования для любителей и профессионалов, основой для которых послужила его программа «Atmosphere Dolphin FreeFly Tests». Он также является основателем соревнований по фрифлай «Space Games», которые включают в себя воздушные гонки один-на-один, при которых участник выбывает после двух поражений; открытые раунды; зачётные раунды; дисциплины «FreeFly Indie 500»; «Atmosphere Dolphin Challenge»; соревнования на самое быстрое и медленное падение и горизонтальное перемещение; фристайл; скай-серфинг; групповые прыжки фрифлай троек и четверок.
В общей сложности с 1997 по 2004 год было проведено 16 соревнований «Space Games». Благодаря «Space Games» фрифлай стал приобретать международное признание и многочисленных сторонников, что позволило этой дисциплине привлечь интерес общественности и перейти на качественно новый уровень.
Победителям различных категорий вручался призовой фонд в 35 000 USD, выделяемый на каждое соревнование.
Первые «Space Games» состоялись на Скайдайв Америка Палм-бич (англ. Skydive America Palm Beach) в городе Пахоки, штат Флорида.

## Официальное признание дисциплины фрифлай
В 2000 году фрифлай был официально признан Международной авиационной федерацией (ФАИ) как авиационная дисциплина, что позволило организовывать официальные национальные и мировые чемпионаты.
Зипсер завоевал золотую медаль на первом официальном чемпионате Америки по фрифлаю, который проходил в 2000 году; в 2001 году он выиграл золотую медаль на первом официальном фрифлай чемпионате мира, проводимом ФАИ, а также на Всемирных воздушных играх (World Air Games) в Испании.
Зипсер представил дисциплину фрифлай на Всемирных играх (World Games) (под эгидой Олимпийских игр) в 2001 году в Японии, что привело к признанию фрифлай на Олимпийском уровне и включению этого вида спорта в список дисциплин Всемирных игр (World Games) в 2005 году в Германии.

## Прыжок из стратосферы
Зипсер стал первым гражданским лицом, совершившим в 1995 году затяжной прыжок с парашютом из стратосферы с борта самолета Ил-76, находящимся на высоте 12700 метров над Центральной Россией. Зипсер совершил прыжок вместе с Патриком де Гайардоном (Patrick de Gayardon) с целью поддержки концепции «No Limits» компании по производству часов «Sector Sport Watches» и установил рекорд самого высотного прыжка без кислородного аппарата. Во время свободного падения была достигнута скорость 750 км/ч.

## Спортивная премия «Эмми»
В 1995 году Национальная академия телевизионных искусств и науки США (англ. National Academy of Television Arts and Sciences) вручила Зипсеру спортивную премию «Эмми» за его воздушные съёмки на соревнованиях по экстремальным видам спорта «X-Games», показанную кабельным спортивным телеканалом ESPN в 1995 году.

## Проект «FreeFly Astronaut»

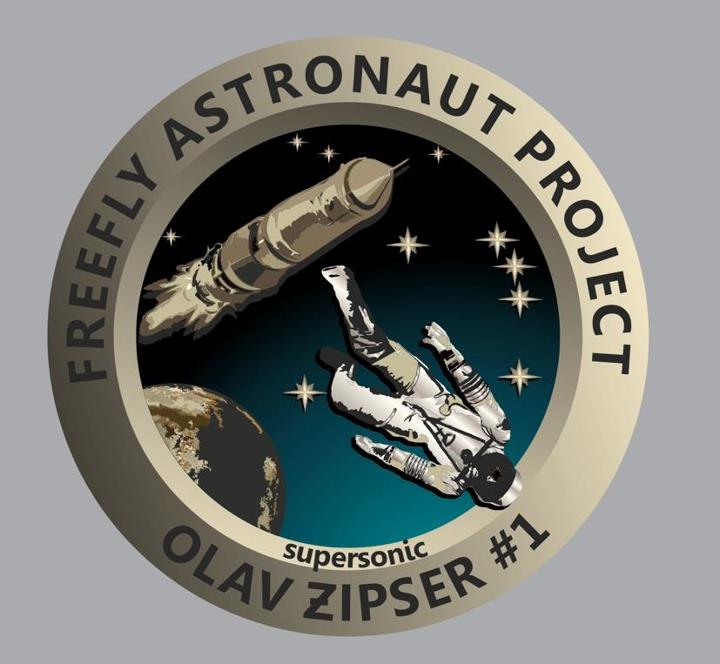
Официальная нашивка проекта «FreeFly Astronaut»

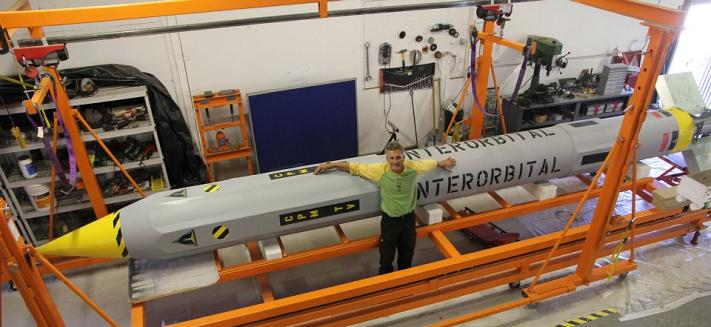
Олав Зипсер рядом с ракетой IOS SR-145 компании «InterOrbital Systems»

Проект «FreeFly Astronaut», запущенный Олавом Зипсером в 2009 году, является научно-исследовательской миссией, направленной на разработку соответствующих методик и защитных костюмов для выживания и спасения в экстренных ситуациях, возникающих во время вхождения в плотные слои атмосферы с больших высот и околоземных орбит.
Целью проекта является разработка надежного и экономически эффективного способа спасения в экстренных ситуациях, для повышения шансов на выживание будущих исследователей космоса и космических туристов при возникновении экстренной ситуации.
Проект «FreeFly Astronaut» предваряет другие проекты с применением стратостата, который использовали действующие обладатели рекордов Феликс Баумгартнер при прыжке с парашютом в рамках проекта «Red Bull Stratos» (самая большая высота затяжного прыжка с парашютом) и Джо Киттингер (Joe Kittinger) при прыжке с парашютом в рамках проекта «Excelsior» (самое долгое свободное падение). В проекте «FreeFly Astronaut» будут применяться специально модифицированные ракеты SR 145, произведенные американской аэрокосмической компанией «InterOrbital Systems», которые поднимут пилота-испытателя и будущего астронавта команды «Synergy Moon» Олава Зипсера на значительно большую высоту (выше, чем способен подняться любой управляемый аэростат), после чего Зипсер совершит затяжной прыжок с применением техники фрифлай, разработанной и опробованной им же на протяжении своей 26-летней карьеры и 21 000 затяжных прыжков с парашютом.
Проект «FreeFly Astronaut» рассчитан на 5 запусков, каждый раз на все большую высоту, при этом последний запуск будет произведен за линию Кармана — высоту в 100 км, то есть, фактически, в космическое пространство. Зипсер будет первым человеком, совершившим прыжок из ракеты. Более того, с каждым пуском будут установлены новые официальные рекорды ФАИ по свободному падению, аэронавтике и астронавтике.
Первый запуск планировался на высоту 45 км (131 000 футов) с пусковой площадки компании InterOrbital Systems, расположенной в аэрокосмическом центре «Mojave Air and Space Port».
Российская компания-производитель космических скафандров «Звезда» предоставит для выполнения миссии специально усовершенствованный космический скафандр серии «Орлан».
В 2011 году Зипсер в течение некоторого периода времени находился в Центре подготовки космонавтов имени Юрия Гагарина в Звёздном городке, где он тренировался и участвовал в совместной разработке космического скафандра, предназначенного для полетов на сверхзвуковой скорости, который стал бы экономически целесообразным средством спасения для астронавтов и космических туристов.

## Прыжки в защиту носорогов
Путешествуя по Южной Африке по дороге на мероприятия «The Ranch SkyDiving Boogie» и «Symposium 2012», которые проходили в конференц-центре «The Ranch Resort», на которых Олав должен был выступить с презентацией проекта «FreeFly Astronaut», он стал свидетелем браконьерства на носорогов, после чего незамедлительно вступил в Африканское объединение по защите окружающей среды African Conservation Trust и принял участие в кампании «Прыжки в защиту носорогов» в качестве Международного Посла организации.
Кампания «Прыжки в защиту носорогов» помогла собрать 6,6 миллионов южноафриканских рэндов для поддержания антибраконьерского движения в Южной Африке.